# 王斐然
王斐然（1904年—1994年），曾用名王耀郁，河北省阜平县人。中华人民共和国政治人物。

## 生平
早年参加革命，抗日战争时期，任河北省阜平县科长、县长、专员，1939年9月至1940年4月任察南雁北办事处主任，后任晋察冀边区行政委员会司法处处长。第二次国共内战期间，任晋察冀边区高等法院院长，华北人民法院副审判长。
中华人民共和国成立后，作为中国人民解放军北京市军事管制委员会军法处处长，审批并勾决国名党将领，军官（镇压反革命运动）237名包括中统，军统，三青团，青年军，地主等。；任北京市高级人民法院院长。1957年，因主张“审判独立”，“以法治国”，“法律之前人人平等”，被法院党组定为右派。当时北京市第一书记彭真鉴于“北京党内真正懂法律的就只有王斐然”主张保下王斐然。1958年“反右补课”，彭真无法再保，王斐然终被被划为右派分子，后改任首都图书馆副馆长。
1979年，担任北京市人大常委会副主任。1994年，去世。

## 著名案件
中國人民解放軍北京市軍事管制委員會軍法處處長任內曾承審「炮擊天安門案」，並於該案(即1951年度軍判字第1146號)判處義大利籍李安東、日本籍山口隆一死刑。